# Carlota Escutia Dotti
Carlota Escutia Dotti es una geóloga española, conocida por su trabajo sobre la evolución geológica de la Antártida y el papel global de la  capa de hielo de la Antártida. Escutia tiene su sede en el Instituto Andaluz de Ciencias de la Tierra, la Universidad de Granada y el Consejo Superior de Investigaciones Científicas (CSIC).

## Primeros años y educación
Escutia recibió su licenciatura, seguida de una maestría en geología de la Universidad Autónoma de Barcelona en 1982 y 1985, respectivamente. Su doctorado fue otorgado en 1992 por la Universidad de Barcelona en estratigrafía sísmica y sedimentología en márgenes continentales.

## Carrera e impacto
La investigación de Escutia se enfoca en estudios estratigráficos y sedimentológicos de los márgenes continentales en latitudes altas y bajas con los siguientes temas: cambio global ambiental y paleoclimático, riesgos geográficos y evaluación de recursos. Ha hecho importantes contribuciones a la comprensión de cómo la capa de hielo antártica ha crecido y se ha derretido durante los últimos 35 millones de años, además de proporcionar información crucial sobre el registro sedimentológico del cambio climático en la Antártida. Además de sus publicaciones científicas, Escutia ha sido autora de informes científicos y de planificación, así como de conferencias magistrales y plenarias.
En su carrera profesional ha trabajado como geóloga marina en el Consejo Superior de Investigaciones Científicas (CSIC), Instituto de Ciencias del Mar, Barcelona (España), de 1984 a 1985, como investigadora visitante en la Universidad de Stanford, de 1994 a 1995, como investigadora postdoctoral en el Servicio Geológico de los Estados Unidos, de 1995 a 1997, como científica visitante en el Servicio Geológico de los Estados Unidos, desde 1997-1998, como profesora adjunta en la Universidad Estatal de California, desde 1996-2002, como investigador asistente y director de proyectos en el Programa de Perforación Oceánica (Ocean Drilling Program-ODP) de la Universidad de Texas A&M, como investigador afiliado en la Universidad de Texas A&M, desde 2001-2002, y como investigador en "Ramón y Cajal" en el Consejo Superior de Investigaciones Científicas, desde 2002-2005. Fue Coordinadora del Grupo de Trabajo Regional del margen de la Tierra de Wilkes del Proyecto ANTOSTRAT (Antarctic Acoustic Offshore Stratigraphy), de 1995 a 2002, y lideró la Expedición 318 del IODP (Integrated Ocean Drilling Program): Evolución de la Capa de Hielo, que obtuvo sedimentos del subsuelo marino del margen del Wilkes Land en la Antártida de 2008 a 2013, ha contribuido de manera significativa a la comprensión de la evolución geológica de la Antártida y el papel del casquete polar antártico en nuestro mundo.
Otros proyectos cubren los temas de los vínculos marino-terrestres durante los cambios climáticos mundiales del pasado (2004-2005), Evolución del clima antártico (ACE) del SCAR (Scientific Committee on Antarctic Research): Una iniciativa internacional de investigación para estudiar el clima y la historia glacial de la Antártida a través de la modelización del paleoclima y la dinámica del casquete de hielo obtenida del registro geológico (2004-presente), Evolución del clima antártico durante el Año Polar Internacional, Maquinaria Climática Bipolar, estudio de la interacción de los procesos polares norte y sur en la conducción y amplificación del clima global según se registra en los archivos paleoclimáticos y su importancia para la generación de estimaciones realistas de la evolución futura del clima y del nivel del mar durante el Año Polar Internacional y las Tectónicas de placas y las Puertas Polares en la Historia de la Tierra durante el Año Polar Internacional.
Ha sido miembro de las JOint OPceanographic Institutions para el Muestreo de Tierras Profundas en el Grupo de Planificación Detallada Antártica desde 1996, presidente del Grupo de Trabajo sobre Climas Extremos, APLACON (Plataformas Alternas como parte del Programa Integrado de Perforación Oceánica), Lisboa desde 2001, fue el enlace entre el Programa de Perforación Oceánica de Texas A&M y el Panel de Evaluación Científica Medioambiental del ODP entre 1999 y 2002, forma parte del Grupo de Trabajo del Paquete de Trabajo 7 de la JEODI desde septiembre de 2002. Ha sido miembro de la Junta de Revisión Editorial (ERB) del Programa de Perforación Oceánica (1998-presente), miembro del Panel de Estudio de Sitios (SSP) del Programa Integrado de Perforación Oceánica (IODP) y es delegada de España en el Consorcio Europeo para la Perforación Científica Oceánica  Océano (ECORD- European Consortium for Ocean Research Drilling) (2002-Actualidad) miembro de la  Unión Geofísica Americana (AGU) desde 1998-presente, miembro de la Sociedad para la Geología Sedimentaria (SEPM) desde 1998-presente.
En la «Conferencia Abierta de Ciencia» del Comité Científico para la Investigación en la Antártida de 2014 fue invitada a dar una conferencia plenaria sobre el desciframiento de la dinámica del clima pasado y de las capas de hielo a partir de registros sedimentarios lideró y fuen miembro del comité directivo del Programa de Investigación Científica del SCAR sobre Dinámicas de la Capa de Hielo Antártico Pasado (PAIS-Past Antarctic Ice Sheet Dynamics), es miembro de la Antártida en el siglo XXI, y es una de las representantes españolas del Grupo Científico Permanente de Geociencias del SCAR. Escutia también asistió al Retiro del Horizon Scan del SCAR Desde 2005 ha sido investigadora asociada del Consejo Superior de Investigaciones Científicas, mientras que también trabaja como académica en el programa de doctorado ('Mención de Calidad') en la Universidad de Granada. También ha sido colaboradora, miembro o investigadora principal en numerosos programas e investigaciones científicas.

## Premios
Scientific Committee on Antarctic Research (SCAR) Medal for International Scientific Coordination (2020): www.scar.org/awards/medals/awardees
Geological Society of America (GSA) Honorary Fellow (2020): www.geosociety.org/GSA/About/awards/GSA/Awards/2020/gsa-awards.aspx
Blaustein Fellowship from the School of Earth Sciences at Stanford University (California, USA) in 2009.